# هالبس
هالبس (به آلمانی: Halbs) یک شهر در آلمان است که در وستروالدکرایس واقع شده‌است.